# Keratină

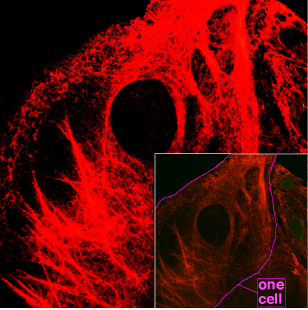
Microscopia filamentelor de keratină din interiorul celulelor.

Cheratina (/ˈkɛrətɪn/) este materialul structural ce face unghia sau copitele si parul. părul, unghiile, penele, coarnele, ghearele, copitele, calusurile și stratul exterior al pielii printre vertebrate. Cheratina protejează de asemenea celulele epiteliale de deteriorare sau stres. Cheratina este extrem de insolubilă în apă și în solvenții organici. Monomerii de Cheratină se adună în mănunchiuri pentru a forma filamente intermediare, care sunt dure și formează apendice epidermice nemineralizate puternice găsite la reptile, păsări, amfibieni și mamifere. Singura altă materie biologică cunoscută pentru a aproxima duritatea țesutului Cheratinizat este chitina. Cheratina vine în două tipuri, formele primitive, mai moi, întâlnite la toate vertebrele și forme mai grele, derivate, găsite doar în rândul sauropsidelor (reptile și păsări).
Mătasea de păianjen este clasificată ca Cheratină, deși producția de proteine poate să fi evoluat independent de procesul la vertebrate.